# کشیم ماداگاسکار
کشیم ماداگاسکار(نام علمی: Tachybaptus pelzelnii) نام یک گونه از تیره کشیم است.